# Hearts of Iron III: For the Motherland
Hearts of Iron 3 For the Motherland — второе дополнение к игре Hearts of Iron 3, выпущенное Paradox Interactive 28 июня 2011 года.
Paradox Interactive, следуя своим принципам, после выхода новой игры выпускает к ней несколько небольших патчей, затем выпускает дополнение и несколько патчей к нему и так до тех пор, пока игра продаётся. Hearts of Iron 3 for the Motherland — это продукт именно такой коммерческой политики.
Дополнение значительно улучшает быстродействие игры, а также добавляет возможность управлять партизанским подпольем, добавляет в игру стратегические ресурсы. Также дополнение уточняет игровую карту, добавляет новые события и решения.

## Вовлечение сообщества игроков
Как и было обещано в дневниках разработчиков, сообществу игроков разрешили улучшать игровую карту. Эти улучшения будут включены в официальные патчи к игре.
Игроки уточнили карту настолько, насколько её не уточняли все патчи к игре вместе взятые со времён выхода Hearts of Iron 3 версии 1.0.